# Лузиана
Лузиа́на (итал. и вен. Lusiana, цимбр. Lusaan) — коммуна в Италии, располагается в провинции Виченца области Венеция.
Население составляет 2902 человека, плотность населения — 85 чел./км². Занимает площадь 34 км². Почтовый индекс — 36046. Телефонный код — 0424.
Покровителем коммуны почитается святой апостол Иаков Зеведеев. Праздник ежегодно отмечается 25 июля. 
Первое документальное упоминание Лузианы относится к 1297 году. В XIII—XVIII веках город входил в состав Федерации Семи Общин на юге Тироля (Азиаго, Роана, Ротцо, Энего, Фодза, Галлио, Лузиана). ФСО была декларирована в 1310 году, de facto же существовала ещё с 1259 года. 20 февраля 1404 года Федерация Семи Общин объявила о присоединении к Венецианской республике, которая, со своей стороны, гарантировала их привилегии в течение следующих четырёх сотен лет. Соблюдалась гарантия чуть дольше: 403 года. Федерация была ликвидирована «наглой волею» Наполеона I, по его приказу в 1807 году. На Венском конгрессе историческая справедливость не была восстановлена — и территория Федерации отошла к Австрийской империи. 21 октября 1866 года, после поражения Австрии, территория ФСО была присоединена к Итальянскому королевству. Ныне она известна как «Семь муниципалитетов Плато».
Лузиана — родина Сони Ганди, вдовы Раджива Ганди. Соня, как и многие поколения её предков, происходит из местной контрады «Màini». Уроженцами Лузианы также являются известный юрист Умберто Поточник (Umberto Pototschnig) и лингвист Роберто Буза (Roberto Busa).